# Császártöltés
Császártöltés (in tedesco Tschasartet o Kaiserdamm, in croato Tetiš o Tuotiš) è un comune dell'Ungheria situato nella contea di Bács-Kiskun, nell'Ungheria meridionale di 2 457 abitanti (dati 2009)

## Società

### Evoluzione demografica
Secondo i dati del censimento 2001 il 96,3% degli abitanti è di etnia ungherese